# مسجد موتي (مهراولي)
مسجد موتي (تترجم حرفيا. مسجد اللؤلؤة):63 هو مسجد مغولي يعود تاريخه إلى القرن الثامن عشر ويقع في مهراولي، في منطقة جنوب دلهي في الهند. سُمي المسجد بهذا الاسم نسبةً إلى رخامه الأبيض، وبُني في عهد بهادر شاه الأول، بالقرب من ضريح قطب الدين بختيار كاكي.

## العمارة
يعد مسجد موتي في مهراولي المثال الأخير في التقليد المغولي لتوفير المساجد الصغيرة ذات الواجهة الرخامية. المسجد عبارة عن قاعة صلاة ذات ممر واحد وخمسة حجرات. وهذا يمثل انحرافًا عن مسجد موتي السابق في القلعة الحمراء، والذي يتكون من ممرين. تحتوي واجهة المسجد على ثلاثة أقواس متعرجة،  مع بشتاق (إيوان) في الوسط. ويتوج البناء بثلاث قباب ترتكز على أعناق ضيقة. تصطف كل زاوية من الخليج الأوسط الشرقي بأعمدة تشبه الدرابزين.
يحيط بالمسجد جدران مسيّجة؛ أحد هذه الجدران مشترك مع جدار الضريح ، بينما يفتح الجدار الجنوبي على حظيرة الدفن، المصنوعة أيضًا من الرخام. :63

## طالع أيضًا
- الإسلام في الهند
- قائمة المساجد في الهند
- قائمة المعالم ذات الأهمية الوطنية في دلهي[الإنجليزية]